# Dataverwerking (hydrografie)
De gegevens die zijn opgenomen tijdens een hydrografische opname, dus van de waterbodem, zijn op zich meestal niet direct het eindresultaat voor de hydrograaf. Voordat het werk klaar is worden deze hydrografische gegevens verwerkt tot een product dat een duidelijk en overzichtelijk beeld geeft van het opgenomen gebied.
Om tot een dergelijk product te komen is hydrografische apparatuur, maar ook software nodig. Deze software verschilt in details natuurlijk per producent. Een deel van de stappen is wel altijd nodig om van de meetgegevens tot een eindresultaat te komen, zoals het maken van een digitaal terreinmodel of een kaart van het opgenomen gebied. Wat dit voor kaart is en wat erin is aangegeven kan verschillen en hangt dan ook af van het gevraagde resultaat.

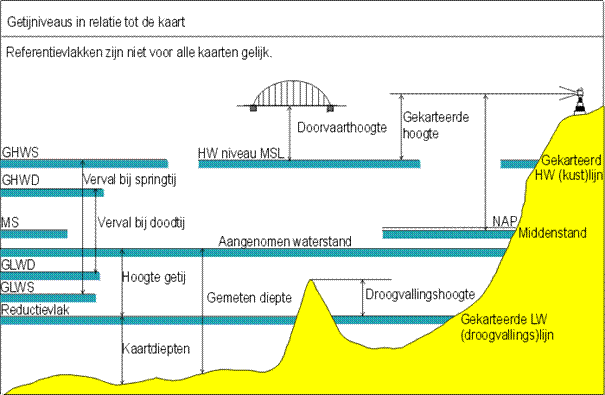
Getijdeniveaus in relatie tot de kaart

De stappen om te komen tot een overzichtelijk resultaat zijn in het algemeen gemakkelijk te herkennen, zoals een correctie voor het getij. Deze correctie is nodig omdat op veel plaatsen waar hydrografische metingen worden verricht sprake is van een waterhoogte die niet altijd constant is. Dit geldt natuurlijk voor op zee waar vrijwel altijd sprake is van getij, maar op zich moet een dergelijke correctie ook worden toegepast op binnenwater, omdat de dieptes in de uiteindelijke kaart altijd zullen moeten worden gegeven ten opzichte van een bepaald referentieniveau, zoals het NAP. Dit betekent dus dat alleen wanneer de waterstand precies de hoogte van dit referentieniveau heeft er geen correctie nodig is.
Een andere stap die voor een deel ook al tijdens het opnemen van de gegevens kan plaatsvinden is het verwijderen van uitschieters, duidelijke fouten tussen de gegevens. Deze verschillen vaak zoveel van de omliggende gegevens dat ze snel als fout kunnen worden herkend. Die fouten moeten altijd zo veel mogelijk worden verwijderd, omdat ze anders toch in het digitale model of in de kaart, die van het model is gemaakt, kunnen worden weergegeven. 
Het komt er dus op neer, dat er voor het goed weergeven van de opgenomen gegevens in een kaart, er eerst alle fouten uit moeten worden gehaald en er daarnaast nog een keer wordt gecorrigeerd voor het actuele getij tijdens de meting. Het gevolg zal dan zijn dat er een overzicht ontstaat van het opgenomen gebied met daarin alle goed gemeten dieptes ten opzichte van een bepaald referentieniveau.